# 명당

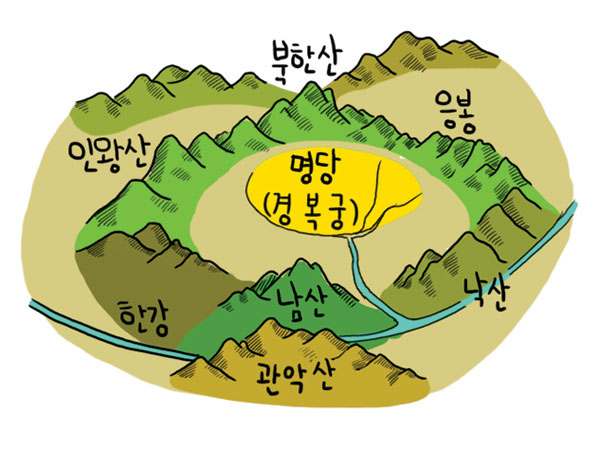
한양의 명당 입지.

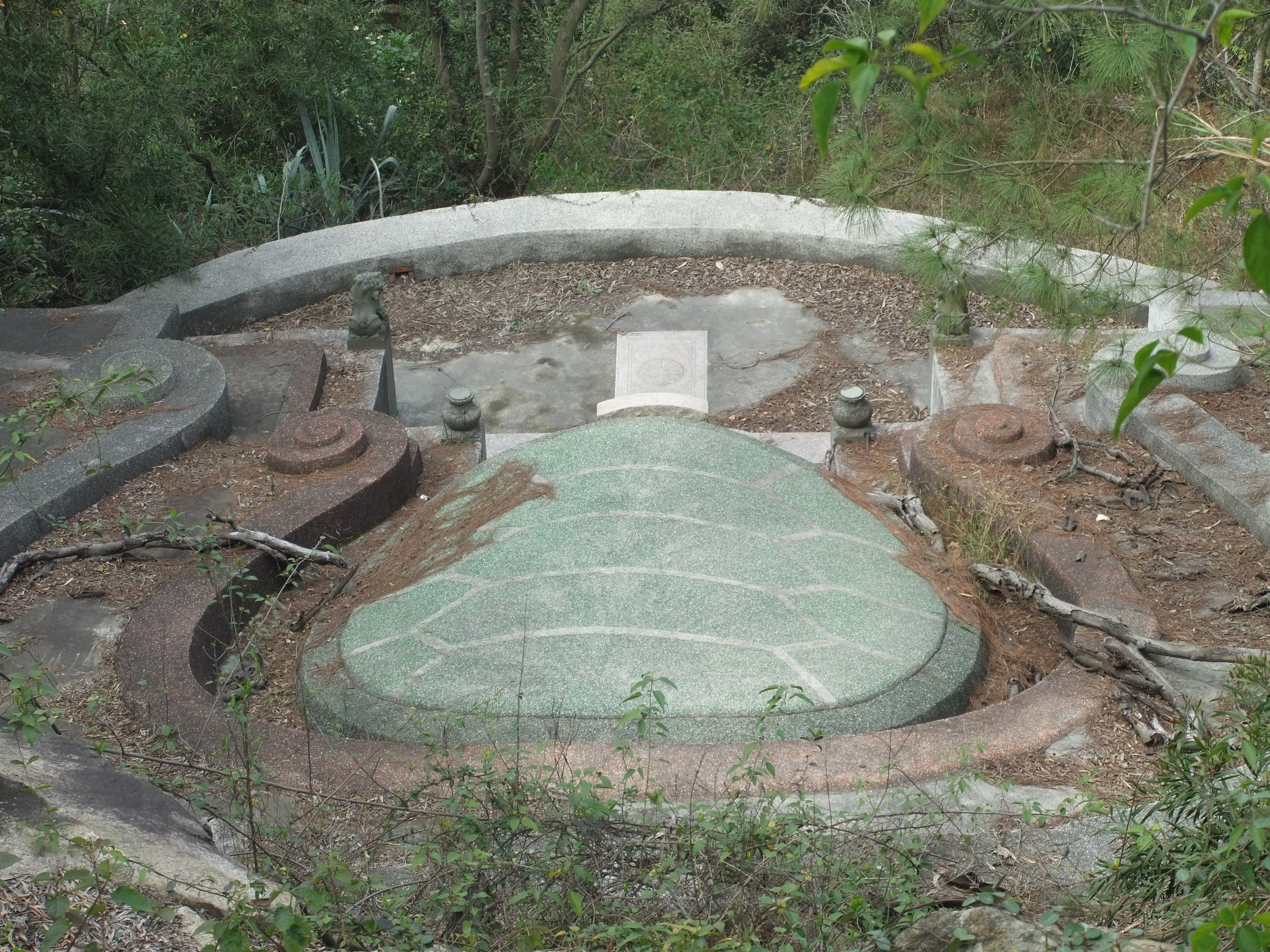
푸젠성 남부의 전통 거북이 무덤으로, 세방향의 "유해한 바람"으로부터 그것을 보호하는 오메가 모양의 산등성이로 둘러싸여 있다.

명당(明堂)은 '밝은 집터'라는 뜻으로 풍수지리상의 좋은 입지를 말한다. 풍수지리 사상에서는 이곳에 집을 짓거나 묘를 쓰면 좋은 일이 일어나고 후손까지 복을 누릴 수 있다고 믿었다. 길지(吉地)라고도 한다.
예로부터 한정된 명당지역을 차지하기 위해 산송 등의 문제가 발생하기도 했다.
명당의 요건은 바람은 감추고 물은 얻을 수 있는 장풍득수가 되는 곳이었는데, 장풍득수를 위해서는 배산임수의 지형이 제격이었다.